# انتصار جردانة
انتصار جردانة هي عضو مجلس الأعيان الأردني الخامس والعشرون، وُلِدت في القدس في 28 فبراير 1936. حاصلة على عدة شهادات؛ كشهادة البكالوريوس في الآداب، ودبلوم في فن التعليم من الجامعة الأمريكية في بيروت، وماجستير في الإدارة والإشراف التربوي من الجامعة الأردنية، وشهادة في الإدارة الإستراتيجية للمنظمات غير الحكومية من الولايات المتحدة.

## النشأة والتعليم
تلقت علومها الأولى في مدرسة البقعة بالقدس الغربية، ودرست الصف السادس الابتدائي في المدرسة المركزية التي أصبح اسمها فيما بعد «المأمونية» في باب الساهرة عام 1948. بعد سقوط القدس الغربية عام 1948 قررت العائلة السفر إلى عمّان إلا أن انتصار فضلت البقاء في القدس بمعية شقيقها طالب. وفي العام 1954، حصلت انتصار على بعثة دراسية في الجامعة الأميركية في بيروت.
شاركت في العديد من النشاطات السياسية والتظاهرات، حيث انضمت إلى «حركة القوميين العرب»، كما كانت من ضمن الطلاب الذين اعتصموا في «الويست هول» داخل حرم الجامعة ضد حلف بغداد، وعلى إثره قامت الجامعة بفصل عدد منهم.

## وصلات خارجية
- انتصار جرادنة على موقع مجلس الأعيان الأردني

## المرجع
1. ↑  "سعادة السيدة انتصار حمزة دكيدك جردانة". مجلس الأعيان الأردني. مؤرشف من الأصل في 2018-10-23. اطلع عليه بتاريخ 2019-03-07.
2. ↑  "انتصار جردانة: قومية في الصميم". مجلة السجل. شركة المدى للصحافة والنشر ع. 56. 2008. مؤرشف من الأصل في 2019-03-08. {{استشهاد بدورية محكمة}}: الوسيط غير المعروف |شهر= تم تجاهله يقترح استخدام |تاريخ= (مساعدة)